# Paraxerus ochraceus
Paraxerus ochraceus là một loài động vật có vú trong họ Sóc, bộ Gặm nhấm. Loài này được Huet mô tả năm 1880.